# Tilt (magazine)
Pour les articles homonymes, voir Tilt.
 (décembre 2018).
Tilt, connu également sous les noms Tilt - Jeux électroniques, Tilt-Micro-Jeux ou Tilt Microloisirs, fut le premier magazine français entièrement consacré au jeu vidéo sur ordinateur et console. Il est apparu en septembre 1982. Le nom vient du jeu de flipper, l'une des premières machines électroniques de jeu. Le « tilt » désigne un état de la machine qui se produit lorsque le joueur est trop agressif physiquement avec la machine.
Chaque année le magazine décernait des Tilt d'or, récompenses offertes aux jeux selon divers critères (réalisation sonore, graphique...) et catégories données (jeux d'action, d'aventure, de rôle...).

## Historique
Le premier numéro paraît en septembre 1982 (le magazine est alors bimestriel), au prix de 15 francs. Il est composé de 80 pages.
Le prix du magazine augmente avec le no 7 pour 16,50 francs (le no 8 sera vendu 25 francs en tant que numéro spécial).
Le magazine devient mensuel à partir du no 10 (mars 1984).
Son prix augmente avec le no 15, passant à 17,50 francs, puis au no 24 (septembre 1985), 18 francs, au no 29, 19 francs, puis au no 34, 20 francs.
Un hors-série paru en juillet 1991 fait office de no 0 du nouveau magazine Consoles +, qui devient indépendant de Tilt dès septembre de la même année.
Le dernier numéro de Tilt, le numéro 122, au nombre de pages réduites et au titre évocateur « Tilt fait Tilt », parait en janvier 1994.
Début février 2013, la société Anuman Interactive acquiert la marque Tilt avec l’approbation du Tribunal de commerce de Paris.

## Rédaction
- Rédacteurs en chef :
  - Bruno Barbier (no 1)
  - Jean-Michel Blottière
  - Jean-Loup Renault (rédacteur en chef adjoint)
- Rédacteurs et collaborateurs :
  - Véronique Charreyron
  - Patrice Desmedt
  - Nathalie Meistermann
  - Douglas Alves
  - Robby Barbe
  - Noëlle Béronie
  - Loïc Berthelot
  - Pascal Blanché
  - Dany Boolauck (alias Diabolik Buster)
  - Mathieu Brisou (alias Acidric Briztou)
  - Laurent Defrance (alias Axel Erratum)
  - Jean-Philippe Delalandre
  - Julien Guerbé (alias Morgan Feroyd)
  - François Julienne
  - Serge D. Grun
  - Jacques Harbonn
  - Olivier Blottière (alias Olivier Hautefeuille)
  - Alain Huyghues-Lacour (alias AHL)
  - Jean-Loup Jovanovic
  - Marc Lacombe
  - Marc Menier
  - Guillaume le Pennec (alias Dogue de Mauve)
  - Philippe Seiler (alias Piotr Korolev)
  - Romain Poirot-Lellig
  - Éric Ramaroson (a assuré également de septembre 1991 à juin 1994 le poste de rédacteur en chef adjoint de l'émission Micro Kids diffusée sur FR3)
  - David Téné
  - Jim Zbinden
  - Eric Caberia
  - Léopold Braunstein
- Illustrateurs
  - Jérôme Tesseyre
  - Charles Villoutreix (alias VTRX)
- Photographes
  - François Julienne
  - Éric Ramaroson
- Chef de rubrique télématique 3615 TILT
  - François Julienne